# Кольбайський сільський округ
Кольба́йський сільський округ (каз. Көлбай ауылдық округі, рос. Кольбайский сельский округ) — адміністративна одиниця у складі Алакольського району Жетисуської області Казахстану. Адміністративний центр — село Кольбай.
Населення — 2771 особа (2021; 2893 у 2009, 4177 у 1999, 4303 у 1989).
Станом на 1989 рік існували Комсомольська сільська рада (села Будур, імені Карла Маркса, Кольбай) та Саратовська сільська рада (село Саратовка) колишнього Андрієвського району.

## Склад
До складу округу входять такі населені пункти:
| Населений пункт  | Населення, осіб (1999) | Населення, осіб (1999) | Населення, осіб (2009) | Населення, осіб (1999) |
| ---------------- | ---------------------- | ---------------------- | ---------------------- | ---------------------- |
| Алемди, село     | 297                    | 210                    | 99                     | 101                    |
| Будир, село      | 130                    | 96                     | 56                     | 87                     |
| Кизилкайин, село | 1942                   | 2051                   | 1207                   | 1118                   |
| Кольбай, село    | 1934                   | 1820                   | 1531                   | 1465                   |